# Rumänische Leichtathletik-Hallenmeisterschaften 2022
Die Rumänischen Leichtathletik-Hallenmeisterschaften 2022 wurden vom 25. bis zum 27. Februar im Sala de Atletism Ioan Soter in der Hauptstadt Bukarest ausgetragen.

## Medaillengewinner

### Männer
| Disziplin      | Gold               | Leistung       | Silber             | Leistung       | Bronze            | Leistung       |
| -------------- | ------------------ | -------------- | ------------------ | -------------- | ----------------- | -------------- |
| 60 m           | Petre Rezmiveş     | 6,73 s SB      | Alin Anton         | 6,77 s PB      | Cristian Roiban   | 6,81 s         |
| 200 m          | Mihai Pîslaru      | 22,01 s        | Denis Toma         | 22,25 s        | Alexandru Geamanu | 22,40 s        |
| 400 m          | Mihai Dringo       | 47,92 s        | Mihai Pîslaru      | 48,58 s        | Remus Niculiță    | 49,40 s        |
| 800 m          | Cristian Voicu     | 1:54,15 min SB | Cristian Taut      | 1:54,81 min    | Razvan Vidrea     | 1:54,90 min    |
| 1500 m         | Nicolae Coman      | 3:50,92 min    | Nicolae Soare      | 3:53,46 min SB | Adrian Garcea     | 3:54,72 min SB |
| 3000 m         | Nicolae Soare      | 8:10,81 min PB | Cătălin Atănăsoaei | 8:25,35 min    | Ilie Corneschi    | 8:25,98 min    |
| 60 m Hürden    | Alin Anton         | 7,70 s PB      | Cosmin Dumitrache  | 7,94 s         | Radu Ciobanu      | 8,17 s SB      |
| Hochsprung     | Dan Lăzărică       | 2,13 m         | Marius Dumitrache  | 2,10 m =SB     | Valentin Androne  | 2,04 m         |
| Stabhochsprung | Răzvan Doroftei    | 4,95 m PB      | Dacian Costea      | 4,70 m         | Andrei Deliu      | 4,60 m SB      |
| Weitsprung     | Valentin Toboc     | 7,82 m         | Gabriel Bitan      | 7,54 m SB      | Cristian Sava     | 7,50 m PB      |
| Dreisprung     | Răzvan Grecu       | 16,32 m SB     | Marian Petre       | 14,95 m SB     | Claudiu Hasegan   | 14,49 m SB     |
| Kugelstoßen    | Andrei Toader      | 20,35 m =SB    | Marius Musteata    | 18,95 m SB     | Andrei Gag        | 16,72 m SB     |
| Siebenkampf    | Constantin Dinescu | 4747 Punkte    | Ionuţ Iordache     | 4725 Punkte PB | Sorin Ionescu     | 4465 Punkte    |

### Frauen
| Disziplin      | Gold                  | Leistung       | Silber           | Leistung       | Bronze                             | Leistung       |
| -------------- | --------------------- | -------------- | ---------------- | -------------- | ---------------------------------- | -------------- |
| 60 m           | Marina Andreea Baboi  | 7,36 s SB      | Maria Mihalache  | 7,41 s PB      | Maria Bisericescu                  | 7,50 s PB      |
| 200 m          | Marina Andreea Baboi  | 24,91 s PB     | Maria Mihalache  | 25,02 s PB     | Mirela Lavric                      | 25,35 s        |
| 400 m          | Mirela Lavric         | 55,03 s SB     | Sanda Belgyan    | 56,00 s SB     | Larisa Talpiș                      | 56,71 s PB     |
| 800 m          | Cristina Bălan        | 2:08,53 min    | Florina Ștefana  | 2:09,09 min    | Claudia Costiuc                    | 2:09,54 min PB |
| 1500 m         | Lenuța Simiuc         | 4:22,00 min    | Florina Ștefana  | 4:22,94 min SB | Ancuța Bobocel                     | 4:23,26 min SB |
| 3000 m         | Ancuța Bobocel        | 9:13,20 min SB | Roxana Rotaru    | 9:18,06 min    | Claudia Prisecaru                  | 9:22,14 min    |
| 60 m Hürden    | Anamaria Nesteriuc    | 8,12 s PB      | Iulia Grigoroiu  | 8,40 s         | Cosmina Balaban                    | 8,50 s         |
| Hochsprung     | Daniela Stanciu       | 1,90 m SB      | Alesia Rengle    | 1,75 m SB      | Federica Apostol Florentina Budică | 1,70 m         |
| Stabhochsprung | Valentina Necoară     | 3,70 m         | Andreea Drăgan   | 3,60 m PB      | Elena Călin                        | 3,60 m PB      |
| Weitsprung     | Alina Rotaru-Kottmann | 6,72 m SB      | Florentina Iușco | 6,36 m         | Diana Ion                          | 6,18 m PB      |
| Dreisprung     | Elena Taloș           | 13,65 m        | Diana Ion        | 13,49 m =SB    | Georgiana Iuliana Aniței           | 13,15 m SB     |
| Kugelstoßen    | Ioana Țigănașu        | 14,48 m SB     | Andreea Apachite | 14,16 m SB     | Beatrice Puiu                      | 13,51 m        |
| Fünfkampf      | Ramona Verman         | 3917 Punkte PB | Beatrice Puiu    | 3813 Punkte    | Florentina Budică                  | 3646 Punkte    |